# Phare de Cayo Jutías
 (février 2022).
Le phare de Cayo Jutías (en espagnol : Faro de Cayo Jutías) est un phare actif situé sur le Cayo Jutías dans le golfe du Mexique, dans la province de Pinar del Río à Cuba.

## Histoire
Cayo Jutías est une caye au large de Minas de Matahambre. L'île est accessible par un pont depuis le port voisin de Santa Lucia.
Le phare, mis en service en 1902, est situé à l'extrémité nord-est de l'île. Il a été préfabriqué aux États-Unis par la société Waddell & Hedrick Co. et il dispose toujours de sa lentille de Fresnel d'origine provenant du fabricant français Barbier, Bénard et Turenne. Ce phare est le seul survivant de quatre tours de cette classe construites à Cuba pendant l’occupation américaine de 1898-1903.
Construit au niveau de la mer, il est probablement menacé par l’érosion des plages. Le gardien maintient un petit musée et effectue des visites guidées de la tour. Le phare a été reconnu monument national cubain en 2002. par le Conseil national du patrimoine culturel cubain

## Description
Ce phare est un pylone cylindrique métallique avec un jambage octogonal à claire-voie, avec une double galerie et une lanterne de 41 m de haut. La tour est peinte de bandes horizontales noires et jaunes, la lanterne est gris clair. Il émet, à une hauteur focale de 43 m, un long éclat blanc de 2 secondes par période de 15 secondes. Sa portée est de 22 milles nautiques (environ 41 km).
Identifiant : ARLHS : CUB-022 ; CU-0018 - Amirauté : J4828 - NGA : 110-12484 .
|             |
| Cayo Jutías |

|          |
| Le phare |

## Caractéristique dufeu maritime
Fréquence : 15 secondes (W)
- Lumière : 2 secondes
- Obscurité : 13 secondes

### Lien connexe
- Liste des phares de Cuba